# Hart Pease Danks
Hart Pease Danks född 6 april 1834 i New Haven i Connecticut, död 20 november 1903 i Philadelphia i Pennsylvania, amerikansk sångare och kompositör. Hans mest kända komposition är låten "Silver Threads
Among the Gold" (svenska: "Varför skola mänskor strida").

## Biografi
Hart Pease Danks föddes i New Haven, men flyttade med sin familj till Saratoga Springs, New York när han var åtta år. Han studerade musik med Dr. E. Whiting, och flyttade senare till Chicago, där han arbetade som snickare i sin fars byggnadsverksamhet innan han började med musik på heltid.
1858 giftade Danks sig med Hattie R. Colahan. 1864 flyttade han till New York City. 1873 publicerade han sin mest kända sång, "Silver Threads Among the Gold" (text av Eben E. Rexford), som sålde över tre miljoner exemplar. Efter att ha sålt rätten till låten, dog Danks fattig i ett pensionat i Philadelphia. Hans sista skriftliga ord var: "Det är svårt att dö ensam". Hans änka dog 1924. Danks är begravd vid Kensico Cemetery, i Valhalla, New York.
Hart Pease Danks invaldes i Songwriters Hall of Fame 1970. Han skrev över 1000 låtar. Hans verk omfattar också flera operetter, inklusive Zanie (publicerad 1887, med en libretto av Fanny Crosby) och Pauline, or the Belle of Saratoga (ca 1887).